# Kanton Coulanges-la-Vineuse
Kanton Coulanges-la-Vineuse (fr. Canton de Coulanges-la-Vineuse) byl francouzský kanton v departementu Yonne v regionu Burgundsko. Skládal se z 12 obcí. Zrušen byl po reformě kantonů 2014.

## Obce kantonu
- Charentenay
- Coulangeron
- Coulanges-la-Vineuse
- Escamps
- Escolives-Sainte-Camille
- Gy-l'Évêque
- Irancy
- Jussy
- Migé
- Val-de-Mercy
- Vincelles
- Vincelottes